# 松田輝雄
松田 輝雄（まつだ てるお、1940年 - 2025年5月9日）は、東京都出身のアナウンサー・樹木医。

## 経歴
高校時代まで東京都杉並区で育ち、早稲田大学卒業後、1963年NHK入局。宮崎局から高松局・名古屋局を経て1979年に放送センターアナウンス室に勤務。総合テレビ「にっぽん列島朝いちばん」「趣味の園芸」などの司会や、キャスターを担当した。
1996年以降はフリーランスとなり、NHK「私のガーデニング」「バロックの森」（土日のリクエストコーナーの案内役）やTBSテレビの「TBS特集『定年』」などの司会を務め、NHKで国際放送を含むラジオニュース・気象通報などを担当。また、芸能プロダクション『松田輝雄事務所』を設立した。
宮崎局勤務時代からバードウォッチングを趣味とし、日本野鳥の会理事を務める傍ら、一方で1998年には樹木医の存在を知り自然関連の取材経験を訴えて応募資格を得て2000年に樹木医資格を取得、「森林塾」や「森の協働ネット」の活動にも携わるなど、環境分野での活動も展開。また東京農業大学の客員教授を務めた他、2006年には東京都杉並区の生涯学習事業「すぎなみ地域大学」の学長に就任。
著書に「春だもの咲くさ」（小学館、2000年）など。
2025年5月9日に逝去したことを、子息で作家の結太朗が公式Xで公表した。85歳没。

## 出演番組
- ふるさとのアルバム
- おはよう広場[4]
- ふれあいのきずな 私たちの国際障害者年（1981年12月9日）
- チャンネルNHK[4]
- サラリーマンライフ[4]
- 中学校特別シリーズ 話し方教室
- にっぽん列島朝いちばん[1]
- テレビ電話相談
- 趣味の園芸[1]
- きょうの健康
- ことばは変わる
- 私のガーデニング
- BSふれあいホール
- バロックの森